# Aert Jansse van Nes
Pour les articles homonymes, voir Janse et Van Nes.
Aert Jansse van Nes (né en 1626 à Rotterdam, mort le 13 ou 14 septembre 1693) est un officier de la marine royale néerlandaise du XVIIe siècle. Il termine sa carrière militaire avec le grade de luitenant-admiraal de l'Amirauté de Frise.

## Biographie

### Origines et famille
Il est le fils du capitaine de la marine Jan Jacobse van Nes (dit le jeune), petit-fils du capitaine de la marine Jacob Jansen van Nes, neveu de Jan Jacobse van Nes (dit l'aîné) avec qui il est souvent confondu, et frère aîné du vice-admiraal Jan Jansse van Nes (1631-1680) et du Luitenant-admiraal Cornelis Jansse van Nes.

### Carrière dans la Marine royale néerlandaise
En 1674, il se joint aux lieutenant-amiraux hollandais Cornelis Tromp et Adriaen Banckert pour une expédition sur la côte française au cours de laquelle l'île de Noirmoutier est prise et dévastée. Quand Tromp quitte l'escadre, le commandement de la flotte est donné à van Nes, bien que Banckert ait plus d'ancienneté. Banckert ne montre pas son mécontentement à son ami van Nes mais exprime ses sentiments offensés dans une lettre à l'Amirauté de Zélande.

### Honneurs et postérité
Trois bâtiments de la Koninklijke Marine ont porté son nom.

## Sources
- (nl) Cet article est partiellement ou en totalité issu de l’article de Wikipédia en néerlandais intitulé « Aert Jansse van Nes » (voir la liste des auteurs).